# Annie Krouwel-Vlam
Johanna Berendina (Annie) Krouwel-Vlam (Hengelo, 29 juni 1928 – aldaar, 5 september 2013) was een Nederlandse politicus voor de Partij van de Arbeid (PvdA).

## Familie
Krouwel was een dochter van politicus Jan Berend Vlam en Diena Brussen. Ze was getrouwd en kreeg kinderen.

## Loopbaan
Krouwel bezocht na de mulo de Handelsavondschool. Ze was bestuurslid van het Bijzonder-Neutraal Kleuteronderwijs te Hengelo (1953-1962). Vanaf 1962 was ze (meer) actief voor de PvdA. Ze was secretaris (1962-1964) en voorzitter (1964-1972) van het Gewestelijk Vrouwencontact en vicevoorzitter van het Landelijk Vrouwencontact (1966-1972) van de partij. Van 1966 tot 1972 was ze vicevoorzitter van het PvdA-gewest Overijssel.
Ze werd verkozen tot lid van de Provinciale Staten van Overijssel (1968-1977), ze was daar in de laatste twee jaar ook fractievoorzitter. Van 18 januari 1977 tot 17 juli 1979 was Krouwel lid van de Tweede Kamer der Staten-Generaal. Ze hield zich in de Kamer vooral bezig met onderwijs en volksgezondheid. Van 1977 tot 1984 was ze lid van het Europees Parlement. Daarna was ze onder meer bestuurslid (1988-1990) en voorzitter (1990-2000) van de Stichting 1940-1945 en tot mei 2003 lid van het Nationaal Comité 4 en 5 mei.
Krouwel werd in 1999 benoemd tot ridder in de Orde van Oranje-Nassau. Ze overleed in 2013, op 85-jarige leeftijd.
- Biografisch Portaal: 13759158
- Parlement.com: vg09llhwfpyt